# いわない温泉
いわない温泉（いわないおんせん）は、ニセコ連峰の最西端に位置する岩内岳の麓に湧き出ている温泉で、日本の北海道岩内郡岩内町の円山地区に存在する温泉である。半径500ｍ圏内に２つの泉質が湧出しており、天水由来の炭酸水素塩泉と、海水起源の塩化物泉が存在する。日本海越しの積丹半島を見下ろす円山展望台からの景観が日本夜景遺産に認定されている。
ニセコ山系北麓のリゾート開発に伴い、1978年（昭和53年）に開湯した。
町内の温泉郷としては、敷島内で1844年（弘化元年）に開湯したとされる朝日温泉や1963年（昭和38年）に温泉宿が開業した雷電温泉に続く第3の位置づけとなるが、2010年（平成22年）から朝日温泉が無期限休業、2019年（令和元年）には雷電温泉が廃業したことで、現在は町内唯一の温泉となっている。

## 歴史
1974年（昭和49年）に円山高原リゾートエリアでの温泉開発が始まり、1978年（昭和53年）に開湯。開湯年には北海道内では初の国民年金健康保養センターもオープン。既存の観光名所で沸いた療養泉としての注目も集めた。
以降、1987（昭和62年）に行われた新エネルギー・産業技術総合開発機構（NEDO）の総合調査により、ニセコ山系のまた地熱系における北西端に位置することが判明。また、1994年（平成6年）には、北海道立地下資源調査所の松波武雄らにより、「円山地区の極めて狭い地域に多様な熱水が存在する」との検証結果も発表。以降、各井戸の静水位が海水面より約10mから15m高い位置にあるなど、様々なデータが追加されている。
なお温泉利用者向けの評価としては、学術論文では北海道を代表する「北海道の療養温泉16選」のひとつとされ、2003年（平成15年）発刊の温泉学者松田忠徳による著書『決定版北海道ホンモノの温泉』で示された北海道温泉番付では「西の小結」に格付けされた。
2022年12月、温泉としての公式ウェブサイトがオープン。公開を記念して「ぜったい、いわない。」のキャッチコピーの下、キャンペーンも実施。

## 泉質
ニセコ連峰の最西端に位置する岩内岳の麓に湧き出る湯の泉質は源泉によって2種類に分かれ、5号井から引く天水由来の炭酸水素塩泉（5号井）と、6～8号井から引く海水起源の塩化物泉が存在する。
なお、湯上り後の清涼感が特徴で「美人の湯」とも呼ばれる炭酸水素塩泉は「白湯」、多くのミネラル成分を含み、高い保温効果を持つことから「温まりの湯」とも呼ばれる塩化物泉は「赤湯」とも称される。より細分化すると、炭酸水素塩泉はナトリウム-炭酸水素塩・塩化物泉の1種類、塩化物泉はナトリウム-塩化物強塩泉、ナトリウム-塩化物泉、ナトリウム-塩化物・硫酸塩泉の3種類となる。
また、温泉源が深部で接していることにより揚湯時の条件が変わることもあり、入浴施設ごとに打ち出す湯の特徴は微妙に分かれるが、いずれも加温を必要としない平均42 - 47℃の高温泉のため、源泉掛け流しで供給されている。また一部の湯ではkgあたり29g近くという、有馬温泉の金泉にも匹敵する溶存物質総量が示されている。

## 環境
ニセコ連峰の西山系に属する岩内岳の裾野から岩内町の街並みや日本海越しの積丹半島を見下ろす円山展望台からの景観が日本夜景遺産に認定されたことから、岩内町では「北海道4大夜景の1つ」としてのプロモーションを展開している。展望台の建つ小高い丘の周辺に開拓された円山リゾートの界隈には現在、4軒（温泉宿3軒、日帰り湯1軒）の温泉施設が点在している。
また、日本海に面した地域特性を活かし、2012年（平成24年）度より再生可能エネルギーの活用を推進してきた岩内町では、風力発電の他、地熱発電や小水力発電、温泉熱発電に着目。円山リゾートエリアを直接的な街の活力源としても活用するべく、2017年（平成29年度）よりエネルギー転換に向けた本格的な調査が継続されている。

## 入浴施設

### いわない高原ホテル
内風呂や露天風呂、金銀の貸切風呂、本格サウナ、日本庭園を備える温泉リゾートホテル。ピカソの版画を所蔵する荒井記念美術館を併設。泉質はナトリウム、塩化物炭酸水素塩温泉。効能は運動機能障害、火傷、リウマチ、神経病。いわない温泉公式サイトでは、炭酸水素塩泉特有のクリアな泉質から「美肌の湯」の宿と位置付けている。なお、近隣には高原ホテルを提携浴場として指定するブルワリー兼宿泊施設「IWANAI BREWERY&HOTEL」が存在する。

### いわない温泉 おかえりなさい
檜造りの内風呂や露天岩風呂、岩風呂など、かつての高級建築を活用し、リーズナブル路線にリニューアルした和風旅館。泉質はナトリウム―塩化物泉(高張性中性高温泉）。効能は神経痛、筋肉痛、関節痛、五十肩、運動麻痺、関節のこわばり、うちみ、くじき、痔疾、慢性消化器病、冷え性、疲労回復、病後回復期、健康増進。いわない温泉公式サイトでは、炭酸水素塩泉特有のクリアな泉質から「美肌の湯」の宿と位置付けている。

### いわない温泉 高島旅館
靴を脱がずに部屋まで移動できる、バリアフリー構造の料理屋旅館。緑に包まれるテラスや露天風呂が特徴。純温泉協会が認定する国内純温泉の1つで、北海道の温泉施設で認定されているのは高島旅館を含む4軒だけである。泉質はナトリウム―炭酸水素塩・塩化物泉。効能はリウマチ性疾患、運動器障害、創傷、火傷、慢性湿疹及び角化症、卵巣機能不全症、女性性器慢性炎症、子宮発育不全症、月経障害、更年期障害、皮膚痒摩症、虚弱児童。いわない温泉公式サイトでは、炭酸水素塩泉特有のクリアな泉質から「美肌の湯」の宿と位置付けている。

### サンサンの湯
黄金色のにごり湯が自慢の日帰り入浴施設。開湯時に町民向けに建てられた湯治場を維持する、町民にとっての銭湯的な存在。泉質はナトリウム―塩化物強塩温泉（高張性中性高温泉）。効能は神経痛、筋肉痛、関節痛、五十肩、運動麻痺、関節のこわばり、うちみ、くじき、冷え性、疲労回復、慢性消化器病、痔病、病後回復、健康増進、きりきず、やけど、慢性皮膚病、虚弱児童、慢性婦人病など。いわない温泉公式サイトでは、塩化物泉特有の高温な泉質から「温まりの湯」の入浴施設と位置付けている。

### RAIDEN RESORT & SPA at Iwanai
1978年に北海道内初の国民年金保養センターとして開業し、1992年に「グリーンパークいわない」としてリニューアル。2006年に北海道軽金属に譲渡され、2021年12月に閉館。その後、IWANAI RESORTを経営する「ユキカムイ」が買収しスキー客向けの宿泊施設としての再開発を計画。2025年に段階的に営業を開始。ニセコ連峰最西端に位置し、美しい海岸線と岩内岳の景色を望む、静寂とラグジュアリーを融合させたホテルで、リトリート体験を提供し、心身のリラクゼーションを促すことを目的としている。いわない温泉公式サイトでは、「サンサンの湯」同様、塩化物泉特有の高温な泉質から「温まりの湯」の入浴施設と位置付けている。

## 近隣施設・観光スポット
円山高原リゾートは現在、無料の大型望遠鏡を備えた円山展望台を中心に、1914年（大正3年）から鎮座する33体の観音像を巡るための遊歩道が整備され、動物と触れ合う施設やキャンプ場、パークゴルフ場などのレジャー施設が揃っている。ビレッジ仕立ての一帯は、遠足やピクニックも楽しめる週末のファミリースポットとして機能している。また、これらレジャー関連の整備促進に、別荘開発等の規制や誘導、温泉や円山霊場の保全や整備促進などを加えた「円山地区の交流拠点づくり」は、岩内町都市計画マスタープランの全体構想の中で掲げた「活力とにぎわいあふれるまちづくり」に組み込まれている。
代表的な近隣施設・観光スポット
- 円山展望台
- パークゴルフ場
- 荒井記念美術館
- 三十三観音像遊歩道
- iwanai brewery & hotel
- オートキャンプ場マリンビュー
- いわないホースビレッジ
- ヒーリングファーム
- IWANAI RESORT（スキー場、旧ニセコいわない国際スキー場）

## 交通
公共交通機関で岩内町まで直接アクセスする方法は、1985年（昭和60年）に岩内駅が廃止、2005年（平成17年）にフェリーターミナルが解体されたことで、現在は道内企業の運航するバスのみとなっており、乗り継ぎなどの不便さもいわない温泉が秘湯と呼ばれる理由のひとつとなっている。岩内町中心市街地からは自動車での移動で約5～10分だが、乗り合いタクシーなら約25分かかる。結果、遠隔地から温泉に直行するにはレンタカー、自家用車でのアクセスが推奨されている。

### 岩内町までの自動車でのアクセス
- 札幌→岩内／約1時間44分(96.2km)※高速道路使用の場合
- 小樽→岩内／約1時間13分(60.5km)
- 千歳→岩内／約2時間4分(138km)※高速道路使用の場合
- 函館→岩内／約2時間50分(175km)※高速道路使用の場合
- ニセコ→岩内／約49分(40.5km)※国道276号線使用の場合
- ニセコ→岩内／約55分(42.2km)※道道66号（ニセコパノラマライン/冬期通行止め）
- 積丹神威岬→岩内／約1時間1分(50.7km)

### 岩内町までの高速バスでのアクセス
- 札幌→岩内／約2時間30分※北海道中央バス

### 最寄りの空港までの飛行機でのアクセス
- 東京（羽田空港）→新千歳空港／約1時間30分
- 大阪（関西国際空港・伊丹空港）→新千歳空港／約1時間30分